# Enstroj
ENSTROJ d.o.o. je slovenski proizvajalec visokosposobnih električnih motorjev in drugih električnih komponent. Podjetje je bilo ustanovljeno leta 1991, sedež je v Radomljah.

## Električni motorji
Enstroj motorji imajo  visoko razmerje moč/teža:
- Brezkrtačni EMRRAD 1, moč: 30 kW pri 1700 obratih, teža 13,2 kg
- Brezkrtačni EMRRAD 2 AC, moč: 40 kW (največ), 30 kW pri 1900 obratih (kontinuirano), teža 13,2 kg
- EMRAX PROTOTYPE 1 AC, moč: 50 kw (največ), 32 kW pri 2000 obratih (kontinuirano), teža 11 kg

## Drugo
- EPROP - letalski propeler z wingleti